# Lekkoatletyka na Letnich Igrzyskach Paraolimpijskich 2004 – bieg na 200 metrów kl. T44 mężczyzn
W biegu na 200 metrów kl. T44 (zawodnicy z amputowanymi kończynami) mężczyzn podczas Letnich Igrzysk Paraolimpijskich 2004 rywalizowało ze sobą 12 zawodników.

## Wyniki

### Eliminacje
Bieg 1
| Poz. | Zawodnik        | Narodowość        | Rezultat | Uwagi |
| ---- | --------------- | ----------------- | -------- | ----- |
| 1    | OScar Pistorius | Południowa Afryka | 23.42    | WR, Q |
| 2    | Brian Frasure   | Stany Zjednoczone | 24.07    | Q     |
| 3    | Stephen Willson | Australia         | 24.42    | Q     |
| 4    | Dominique Andre | Francja           | 24.61    | q     |
| 5    | Heros Marai     | Włochy            | 25.23    |       |
| 6    | Kimhor Nhork    | Kambodża          | 26.55    |       |

Bieg 2
| Poz. | Zawodnik         | Narodowość        | Rezultat | Uwagi |
| ---- | ---------------- | ----------------- | -------- | ----- |
| 1    | Marlon Shirley   | Stany Zjednoczone | 23.50    | Q     |
| 2    | Danny Andrews    | Stany Zjednoczone | 24.23    | Q     |
| 3    | Neil Fuller      | Australia         | 24.28    | Q     |
| 4    | Marcus Ehm       | Niemcy            | 24.69    | q     |
| 5    | Michael Linhart  | Austria           | 25.69    |       |
| 6    | Daniele Bonacini | Włochy            | 26.18    |       |

### Finał
| Poz. | Zawodnik        | Narodowość        | Rezultat | Uwagi |
| ---- | --------------- | ----------------- | -------- | ----- |
| 1    | Oscar Pistorius | Południowa Afryka | 21.97    | WR    |
| 2    | Marlon Shirley  | Stany Zjednoczone | 22.67    |       |
| 3    | Brian Frasure   | Stany Zjednoczone | 22.83    |       |
| 4    | Danny Andrews   | Stany Zjednoczone | 22.96    |       |
| 5    | Neil Fuller     | Australia         | 23.45    |       |
| 6    | Marcus Ehm      | Niemcy            | 23.71    |       |
| 7    | Stephen Wilson  | Australia         | 23.75    |       |
| 8    | Dominique Andre | Francja           | 23.87    |       |